# Quan els dinosaures dominaven la terra
Quan els dinosaures dominaven la terra (títol original en anglès: When Dinosaurs Ruled the Earth) és una pel·lícula fantàstica britànica dirigida per Val Guest i estrenada el 1970. Ha estat doblada al català.

## Argument
En una cerimònia de sacrifici al Déu Sol, Sanna escapa a la seva sort llançant-se al mar. És recollida per una tribu amb un home de qui s'enamora: Tara. Però la gelosia de l'expromesa d'aquest l'obliga de nou a fugir. La pel·lícula finalitza amb una gran tempesta i terratrèmol produït per la creació de la lluna, fenomen que en realitat es va donar molt abans de l'aparició de la vida a la terra. «Un cúmul de despropòsits científics que […] només té la intenció d'entretenir com a la pel·lícula fantasiosa que és.»

## Repartiment
- Victoria Vetri: Sanna
- Robin Hawdon: Tara
- Patrick Allen: Kingsor
- Drewe Henley: Khaku
- Sean Caffrey: Kane
- Magda Konopka: Ulido
- Imogen Hassall: Ayak
- Patrick Holt: Ammon
- Jan Rossini: Fille de Rock
- Carol Hawkins: Yani
- Maria O'Brien: Omar

## Premis i nominacions
- 1972: candidat a l'Oscar als millors efectes visuals per Roger Dicken i Jim Danforth